# Cedar Hill (Missouri)
Cedar Hill – jednostka osadnicza w Stanach Zjednoczonych, w stanie Missouri, w hrabstwie Jefferson.
Znane jest z pobliskiego parku: Mark Twain National Forest